# Mitchell Watt
Mitchell Watt (nacido el 25 de marzo de 1988) es un atleta de pista y campo australiano. Su evento principal es el salto de longitud y tiene el récord de Oceanía actual para el salto de longitud - 8.54m. Él es el más joven medallista de atletismo australiano, y él fue el primer medallista de salto de longitud australiano en un Campeonato del Mundo.

## Carrera
Primer campeonato importante de Mitchell fue el Campeonato Mundial de Atletismo 2009 en Berlín, donde ganó una medalla de bronce con un salto de 8,37. Retrocedió esto con otra medalla de bronce en el Campeonato Mundial de Atletismo en Pista Cubierta de 2010 en Doha.
Él ganó el título australiano de salto de longitud de 2011 con una mejor marca personal de 8,44 metros, estableciendo un récord en el estadio Melbourne Park Estadio Olímpico con el salto final de la competición final que se celebró en el lugar.